# NGC 4496
NGC 4496 este o galaxie spirală situată în constelația Fecioara. A fost descoperită în 1784 de către William Herschel. Se află la o distanță de 14,72 megaparseci de Pământ.